# Cymopterus davisii
Cymopterus davisii är en flockblommig växtart som beskrevs av Ronald Lee Hartman. Cymopterus davisii ingår i släktet Cymopterus och familjen flockblommiga växter. Inga underarter finns listade i Catalogue of Life.